# Tom Courtney
Thomas William Courtney, detto Tom (Newark, 17 agosto 1933 – Naples, 22 agosto 2023), è stato un mezzofondista e velocista statunitense, vincitore di due medaglie d'oro ai Giochi olimpici di Melbourne nel 1956.

## Palmarès
| Anno | Manifestazione  | Sede      | Evento      | Risultato | Prestazione | Note            |
| ---- | --------------- | --------- | ----------- | --------- | ----------- | --------------- |
| 1956 | Giochi olimpici | Melbourne | 800 m piani | Oro       | 1'47"7      | Record olimpico |
| 1956 | Giochi olimpici | Melbourne | 4×400 m     | Oro       | 3'04"8      |                 |